# 日本の政治

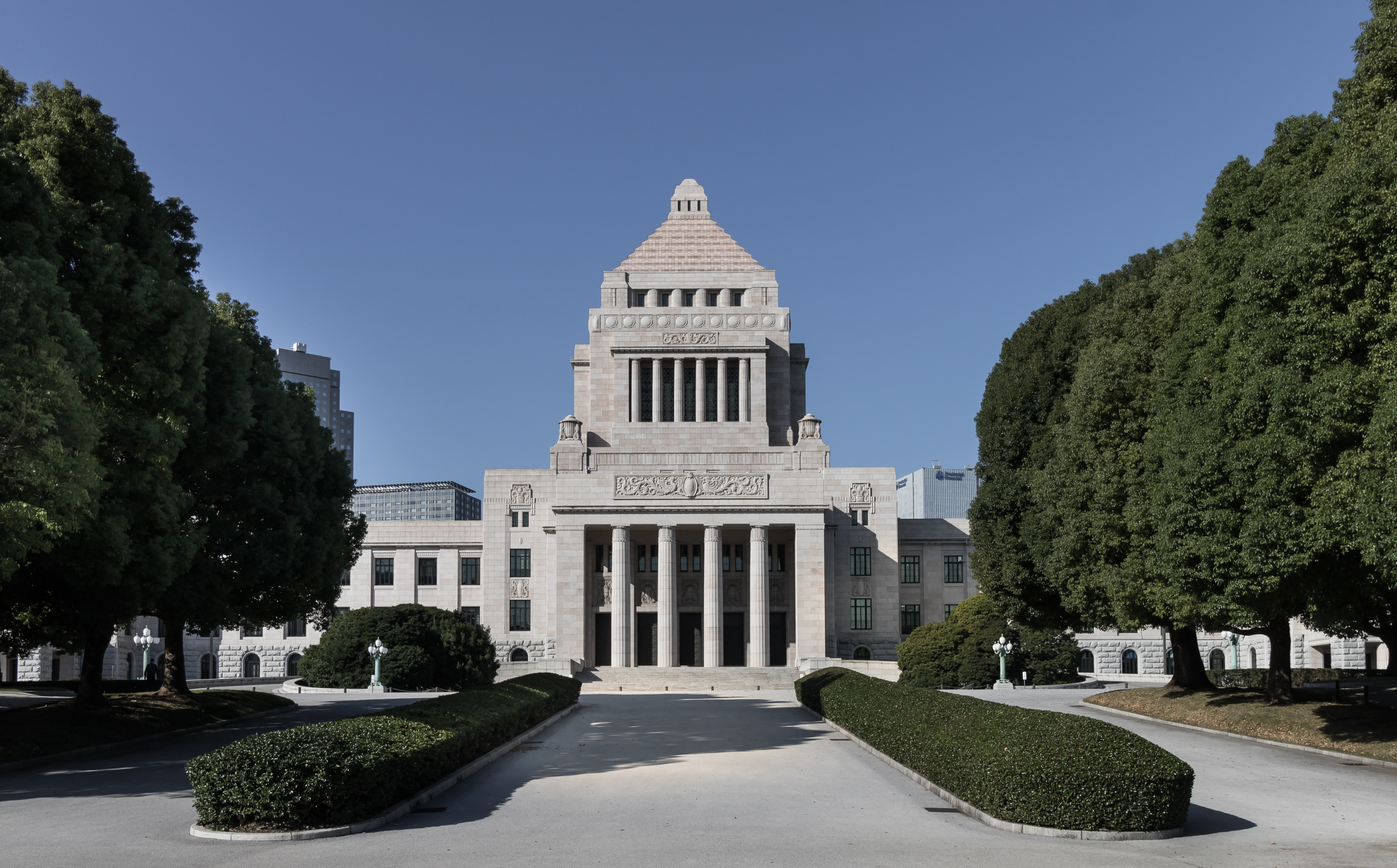
国会議事堂

日本の政治（にほんのせいじ）では、日本における政治制度について解説する。

## 政治史・事情

### 55年体制
戦後10年間は小党が分立する状態が続いたが、1955年（昭和30年）に日本社会党（以下、社会党）の右派と左派が統一し、日本民主党と自由党が合同（保守合同）して自由民主党（以下、自民党）が成立したことにより、55年体制が確立した。55年体制では自民党が常に与党となり、国会では自民党の総裁が内閣総理大臣に指名された。自民党の一部議員が離党して作った新自由クラブとの連立政権が組まれた時期（1983年（昭和58年）から1986年（昭和61年）まで）を除き、長らく自民党の単独政権が続いた。

### 細川非自民・非共産連立政権から自公連立政権までの経緯
1993年（平成5年）に自民党が分裂し、宮沢内閣の不信任決議案が衆議院で可決され、宮沢内閣は衆院解散を選択した。自民党の一部議員は離党して新党さきがけや新生党を結成し、このあと行われた総選挙で自民党は公示前の勢力をほぼ維持したものの過半数を割り込んだ。この選挙後に召集された特別国会で日本新党の細川護煕が内閣総理大臣に指名され、社会党・新生党・公明党・日本新党・民社党・新党さきがけ・社会民主連合・民主改革連合の連立により細川内閣が組まれ、55年体制は崩壊した。この連立政権は次の羽田内閣でも維持されたものの、首班指名直後に社会党が連立離脱を表明したため少数与党内閣となった。
1994年（平成6年）6月に羽田内閣は在任わずか64日で内閣総辞職を行い、国会は社会党の村山富市を内閣総理大臣に指名し、自民党・社会党・新党さきがけの連立政権（自社さ連立政権）が組まれた。この連立政権は次の第1次橋本内閣でも維持された（閣外協力は第2次橋本内閣の1998年（平成10年）6月まで）。
1999年（平成11年）1月、小渕内閣は自民党と自由党の連立政権（小渕第1次改造内閣）となり、同年10月には公明党も加わった（小渕第2次改造内閣、自自公連立内閣）。翌2000年（平成12年）に自由党は分裂して離党した一部議員が保守党（後に保守新党）を結成し、連立に残留した（第1次森内閣、自公保政権）。この連立は次の小泉内閣でも維持されたが、2003年（平成15年）11月の第43回衆議院議員総選挙後に保守新党が自民党に吸収され、自民党・公明党の連立政権（自公連立政権）となり、2009年（平成21年）8月の第45回衆議院議員総選挙において自民党・公明党が大敗し、野党になるまで続いた。

### 現在の政治状況
2012年（平成24年）12月16日に執行された第46回衆議院議員総選挙において与党の民主党・国民新党が大敗し、同年12月26日に自民党・公明党による連立政権が発足した。現在、内閣総理大臣は自民党総裁の石破茂が務めている。以下は、2025年7月現在を示す。
国会に議席を持つ政党
- 与党
  - 自由民主党
  - 公明党
- 野党
  - 立憲民主党
  - 日本維新の会
  - 国民民主党
  - 参政党
  - れいわ新選組
  - 日本保守党
  - 日本共産党
  - 社会民主党
  - チームみらい
  - NHK党 ●

（※政治資金規正法における政党ではないが、国会に議席を有する政党を●とする）

### 政治の清廉度
トランスペアレンシー・インターナショナル（ドイツのNGO）によると、2015年における当国の腐敗認識指数は167ヶ国中18位(下位であるほど腐敗している)である。2023年では、180ヶ国中ベルギーとウルグアイに同率で16位である。

## 国家形態・政治体制

エコノミストの民主主義指数による2022年の世界の民主主義のデ・ファクト（事実上）の状態。濃い緑が最も民主的（指数10）、濃い赤が最も非民主的（指数0）

代議制をとる民主主義の国である。日本の政治は日本国憲法に基づいて行われる。そのため、日本は、立憲主義に基づく国家（立憲国家）であると言える。また、日本の行政・司法は、憲法と国会が定める法律以下、明文化された法令等に基づいて行われる。そのため、日本は法治国家であるとも言える。
日本国憲法は、主権が国民に存する国民主権を定める。また、政治上の権力を立法権・行政権・司法権の三権に分け、それぞれを国会・内閣・裁判所に配する権力分立の体制を定める。国会を「国権の最高機関」とする議会制民主政治が行われ、国会と内閣の協働による議院内閣制が採られる。憲法第1章では、主権者たる日本国民の総意に基づいて「日本国の象徴であり日本国民統合の象徴」の地位にある天皇を置く（象徴天皇制）。天皇は国政に関する権能を有しないと憲法で定めており、内閣の助言と承認により国事行為のみを行う。
日本国憲法はまた、地方自治を定める。日本の地方自治は、全国を47の地域に隈なく分けた都道府県と、都道府県の中をいくつかの地域に分けた市町村の、2段階の地方公共団体によって担われる。すべての都道府県と市町村には、各々、議事機関である地方議会と執行機関である首長（都道府県知事、市町村長）が置かれる。地方公共団体は、法律の範囲内で条例を制定することができる。
日本国憲法の三大原理としてよく挙げられるのは、国民主権、基本的人権の尊重、平和主義の3つである。

### 政治制度

#### 議会制民主主義
国民の代表者たる国会議員が国会において政治に参画し、民主主義を実現する制度（間接民主制）。この他憲法改正の国民投票においては直接民主制を採用する。

#### 議院内閣制
国会における内閣総理大臣指名選挙によって国会議員の中から内閣総理大臣が選出され、内閣総理大臣を首長とする内閣が組織され、その内閣は国会と連帯して責任を負う制度。
衆議院は内閣不信任決議を可決あるいは内閣信任決議を否決して、内閣に総辞職を迫ることができ、内閣はこれに対抗して衆議院を解散することができる。なお、この場合によらず、内閣は任意に衆議院を解散できると解釈される。

#### 象徴天皇制
日本国憲法で規定された、天皇を日本国及び日本国民統合の象徴とする制度。
日本国憲法第1条は、天皇を日本国と日本国民統合の「象徴」と規定する。その地位は、主権者（主権在民）たる日本国民の総意に基づくものとされ（前文、第1条）、国会の議決する皇室典範に基づき、世襲によって受け継がれる（第2条）。天皇の職務は、国事行為を行うことに限定され（第7条）、内閣の助言と承認を必要とする（第3条）。国政に関する権能を全く有さない（第4条）。

### 元首
日本の元首について、様々な見解がある。外交権を持つ内閣ないしその首長たる内閣総理大臣とする説、戦前と同様に天皇とする説等である。

### 国政

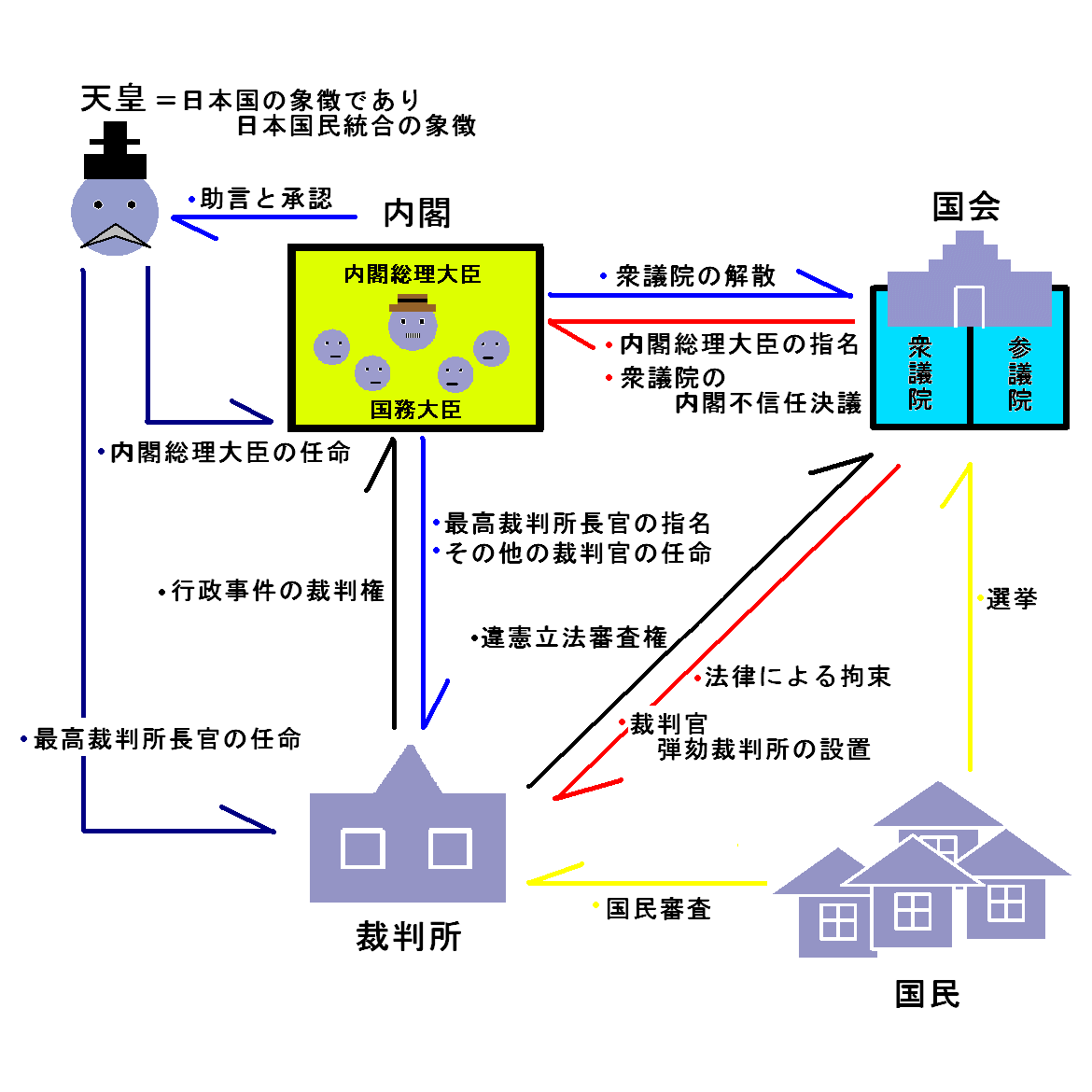
日本の統治機構

憲法上は国会を「国権の最高機関」と定め、「国の唯一の立法機関」としていることから、付与される政治上の権力は国会が最も大きい（日本国憲法第41条）。もっとも、憲法は、内閣総理大臣に内閣を代表して議案（内閣提出法案）を提出する権限を付与しており（日本国憲法第72条）、国会で成立する法案の大半は内閣提出法案となっている。そのため、実質的には内閣の権限が国会に優越するほど大きく、内閣の下に置かれる行政機関の影響力も非常に大きい（いわゆる行政国家現象の顕在化）。さらに、行政機関の内部では、資格任用制により採用される幹部職員、いわゆる官僚（キャリア公務員）が、政治任用される大臣・副大臣・大臣政務官の政務三役をしのぐ影響力を持っていたため、長らく「官僚国家」であるとされてきたが、内閣人事局を通じてキャリア公務員の人事権を政務三役が掌握することで、政務三役のキャリア公務員に対する権限が格段に強化されている。
また、憲法は、裁判所に違憲立法審査権を付与している（日本国憲法第81条）。裁判所は、法律をはじめとする国の法令や行政行為について、それが憲法に適合しているか否か宣言することができる。この権限は、国家の行為の適否について、終局的に判断する権限であることから、最も強い権限のはずである。このような体制を指して、「司法国家」と言われる。しかし、裁判所はいわゆる司法消極主義に立つとされ、国会や内閣（いわゆる政治部門）の判断に対し、異議を差し挟むことには謙抑的である。特に、高度の政治性を有する国家行為に対する合憲性の審査は裁判所の権限外とする「統治行為論」を採用した場合、裁判所はただ時の政権に追従するのみになってしまうとの批判がある。なお、司法に主権者たる国民の意見を反映させる機会としては、最高裁判所裁判官に対する「国民審査」制度や刑事裁判における「裁判員」制度などがある。

#### 国の政治制度
- 立法
  - 国会
    - 衆議院
    - 参議院
- 行政
  - 内閣
    - 内閣総理大臣

  - 中央省庁
- 司法
  - 最高裁判所

## 立法
日本国憲法は、国会を「国権の最高機関」であり「国の唯一の立法機関」と定める。国会は、衆議院と参議院からなる（二院制）。いずれも国民から直接選挙され、全国民を代表する国会議員で構成される。衆議院議員と参議院議員を兼ねることはできない。

### 国会議員
衆議院議員の任期は4年だが、衆議院が解散された場合には任期前に資格を失う。衆議院解散は内閣が決定し、天皇が行う。衆議院解散の実質的決定権については論争はあるが、今日、内閣は天皇の国事行為に助言と承認を行う立場（日本国憲法第7条）にあることから、実務上、天皇の国事行為に責任を負う内閣が実質的決定権を有するとされる。内閣不信任決議が可決されて10日間に内閣総辞職をしない場合は衆議院解散をしなければならないが（日本国憲法第69条）、それ以外でも内閣は憲法7条に基づいてその裁量により衆議院を解散できると解されている。なお、衆議院解散の実質的決定権という点については学説に争いがあるものの、少なくとも衆議院解散の形式的宣示権は憲法上天皇にあり（日本国憲法第7条3号）、今日、解散詔書の文言については日本国憲法第69条により内閣不信任決議が可決あるいは内閣信任決議が否決された場合か否かを問わず「日本国憲法第七条により、衆議院を解散する。」との表現が確立している。これは衆議院解散は詔書をもって行われるが、詔書の直接の根拠は日本国憲法第7条にあり、また、この文言は解散の理由を問わないため、一般的には、いかなる場合の衆議院解散についても適用しうるものと解されているためである。詳細については衆議院解散を参照。
衆議院の解散または衆議院議員の任期満了に伴う選挙を、すべての議員が選ばれるため「総選挙」という。参議院議員の任期は6年で、3年ごとに半数が改選される。参議院議員の任期満了に伴う選挙を通常選挙という。
衆議院の総選挙は小選挙区制と比例代表制（拘束名簿式）からなる小選挙区比例代表並立制が採用され、参議院の通常選挙は選挙区制（大選挙区制、中選挙区制）と比例代表制（非拘束名簿式）が併用されている。定数は、衆議院が465（小選挙区選出議員289、比例代表選出議員176）、参議院が242（選挙区選出議員146、比例代表選出議員96）。

### 国会の種類・会期
国会は毎年1回の召集が義務づけられており、これを常会（通常国会）という。また、内閣が自ら、あるいは一定数の国会議員の要求により、内閣が臨時に国会の召集を決定することもでき、これを臨時会（臨時国会）という。1992年（平成4年）以降は例年1月に常会が召集され、9月頃に臨時会が召集される。衆議院議員総選挙後には特別会（特別国会）が召集され、内閣総理大臣を指名する。
国会は会期制が採られており、会期不継続の原則と一事不再議の原則が定められている。会期不継続の原則とは、会期独立の原則ともいわれ、継続審議の議決がなされない限り、会期中に議決に至らなかった議案は廃案（消滅）となる原則である。一事不再議の原則とは、一度議決された議案は、同一会期中に再度提出できないという原則である。
常会の会期は150日間で、延長は1回のみ可能。臨時会と特別会の会期はその都度両院一致の議決で定め、延長は2回まで可能。会期の決定及び延長については衆議院の優越が認められ、衆参の議決が不一致の場合及び参議院が議決をしない場合は衆議院の議決による。

### 立法過程
法律案（法案）は、各々の国会議員、および内閣により提出される。国会議員から提出された法案を議員立法あるいは衆法（衆議院議員が提出した法案）・参法（参議院議員が提出した法案）といい、内閣から提出された法案を内閣提出法案（政府提出法案）あるいは閣法という。現在、1会期における提出法案のうち、おおむね30%が議員立法で、70%が内閣提出法案となっている。成立率（提出された法案のうち成立したものの割合）は、議員立法が20%程度で、内閣提出法案は80%以上。したがって、成立する法律のほとんどは内閣が提出したものである。これは、国会から内閣総理大臣を選出し、その内閣総理大臣が内閣を組む議院内閣制を採っていることの帰結である。内閣総理大臣を輩出する与党と内閣は、協働して内閣提出法案の成立に努める。
内閣提出法案の成立過程
1. 内閣提出法案の原案は、それを所管する各省庁が「第一次案」を作成し、関係省庁や与党との意見調整、審議会への諮問、公聴会での意見聴取などが行われる。
2. 法律案提出の見通しがつくと、主管官庁は法文化作業を行い、法律案の「原案」を作成する。
3. 主管官庁で法律案の原案ができると、原案は内閣法制局の予備審査を受ける。内閣法制局では、憲法や他の法令との整合性、法文の配列や用語などについて審査する。
4. 予備審査が終わると、主任の国務大臣から内閣総理大臣に対し、国会提出について閣議請議の手続を行う。閣議請議の窓口である内閣官房は、受け付けた「請議案」を内閣法制局に送付する。内閣法制局は最終的な審査を行い、必要に応じて修正し、内閣官房に回付する。
5. 閣議請議された請議案は、閣議において、内閣法制局長官からその概要の説明が行われる。異議なく閣議決定されると、正式な「法律案」となる。この法律案は、内閣総理大臣から国会（衆議院または参議院）に提出される。

議員立法の成立過程
1. 議員は、法律案の策定にあたって、公設秘書・私設秘書、政策担当秘書、議院法制局や国立国会図書館の職員、関係省庁や地方公共団体の職員、その他のブレーン、民間企業や団体、一般国民など、多くのスタッフと協議する。特に、議院法制局は、立法技術の専門的な見地から、憲法や他の法令との整合性調査、法律案要綱の作成、法律案の条文化などを行い、法律案の局内審査と法制局長決裁を行う。
2. 議院法制局の審査を経た法律案は、依頼者である議員に手交され、所属政党内の法案審査手続きにかけられる。
3. 議員が議案を発議するには、衆議院においては議員20人以上、参議院においては議員10人以上の賛成を要する。ただし、予算を伴う法律案を発議するには、衆議院においては議員50人以上、参議院においては議員20人以上の賛成を要する。
4. 議院法制局の審査を経て、所定の賛成者をそろえた法律案は、議長に提出される。

国会に提出された法律案の過程
1. 提出された法律案は、提出された議院（先議の議院）の議長により、適当な委員会に付託される。
2. 法律案を付託された委員会では、まず、主任の国務大臣が法律案の提案理由説明を行い、審査に入る。審査は、議員から国務大臣・副大臣・大臣政務官その他の公務員などに対し、法律案に関する質疑応答の形式で行われる。委員会での質疑、討論が終局したときには、委員長が終局を宣言し、表決に付す。
3. 委員会における法律案の審査が終了した後、法律案の審議は本会議に移される。本会議では、法律案を付託された委員長から委員会での審査について報告が行われる。必要に応じて討論として、法律案に反対の立場からの演説、賛成の立場からの演説が行われる。討論の後、議長から委員会表決の結果報告が告知され、採決に入る。
4. 本会議で法律案が可決されると、議長から他の議院に法律案が送付される。送付を受けた議院においても、委員会の審査、本会議の審議を経て、採決が行われる。
5. 法律案は、憲法に特別の定めのある場合（地方自治特別法など）を除き、衆議院および参議院の両議院で可決したとき「法律」となる（日本国憲法第59条1項）。
6. 法律が成立したときは、後議の議院の議長から、内閣を経由して天皇に奏上される。奏上された案文は天皇が決裁（自筆の署名をし、御璽を押印）し、内閣に戻される。
7. 法律は、奏上された日から30日以内に公布されなければならない。法律の公布に当たっては、主任の国務大臣が署名し、内閣総理大臣が連署する。法律は官報に掲載することで公布される。
8. 公布された法律は、附則に定められた日に施行される。施行日は、「公布の日から起算して○年を超えない範囲内において政令で定める日」と附則に定めることもできる。

## 政党
日本国憲法には政党に関する規定はない。政治資金規正法は、「政治団体」のうち、国会議員を5人以上有するもの、または直近の総選挙または直近の通常選挙もしくは直近の通常選挙の前の通常選挙における得票総数が有効投票総数の2/100以上あるものを「政党」と定義している。
この「政党」には、届出・収支報告義務を定め、政治資金の透明化を行うとともに、政党のうち、国会議員を有するものに政党交付金による助成を行っている。

## 行政
行政権は内閣に属する（日本国憲法第65条）。

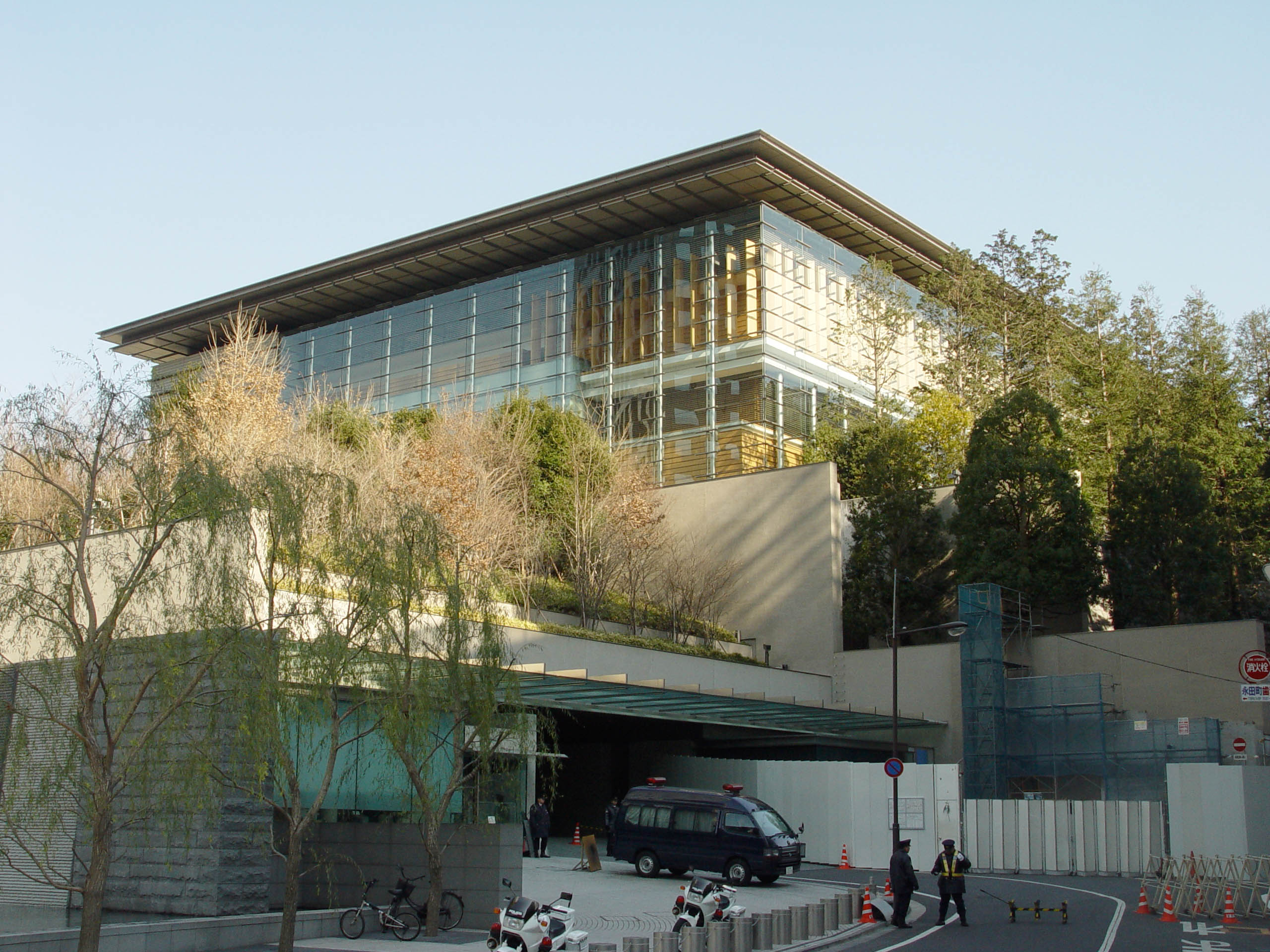
谷側から見た総理大臣官邸

国会議員の中から、国会の議決によって内閣総理大臣が指名される（日本国憲法第67条1項）。内閣総理大臣は天皇に任命される。内閣総理大臣は国務大臣を任命し、内閣総理大臣と国務大臣の合議体である内閣を構成する。内閣総理大臣は国務大臣を任意に罷免することができる。内閣総理大臣は国会議員の中から指名されるが、国務大臣は過半数が国会議員であればよい。
以下の場合には内閣は総辞職する。
- 衆議院による内閣不信任→衆議院が解散されないとき
- 内閣総理大臣が欠けたとき
- 衆議院議員の総選挙の後に初めて国会が召集されたとき

## 司法

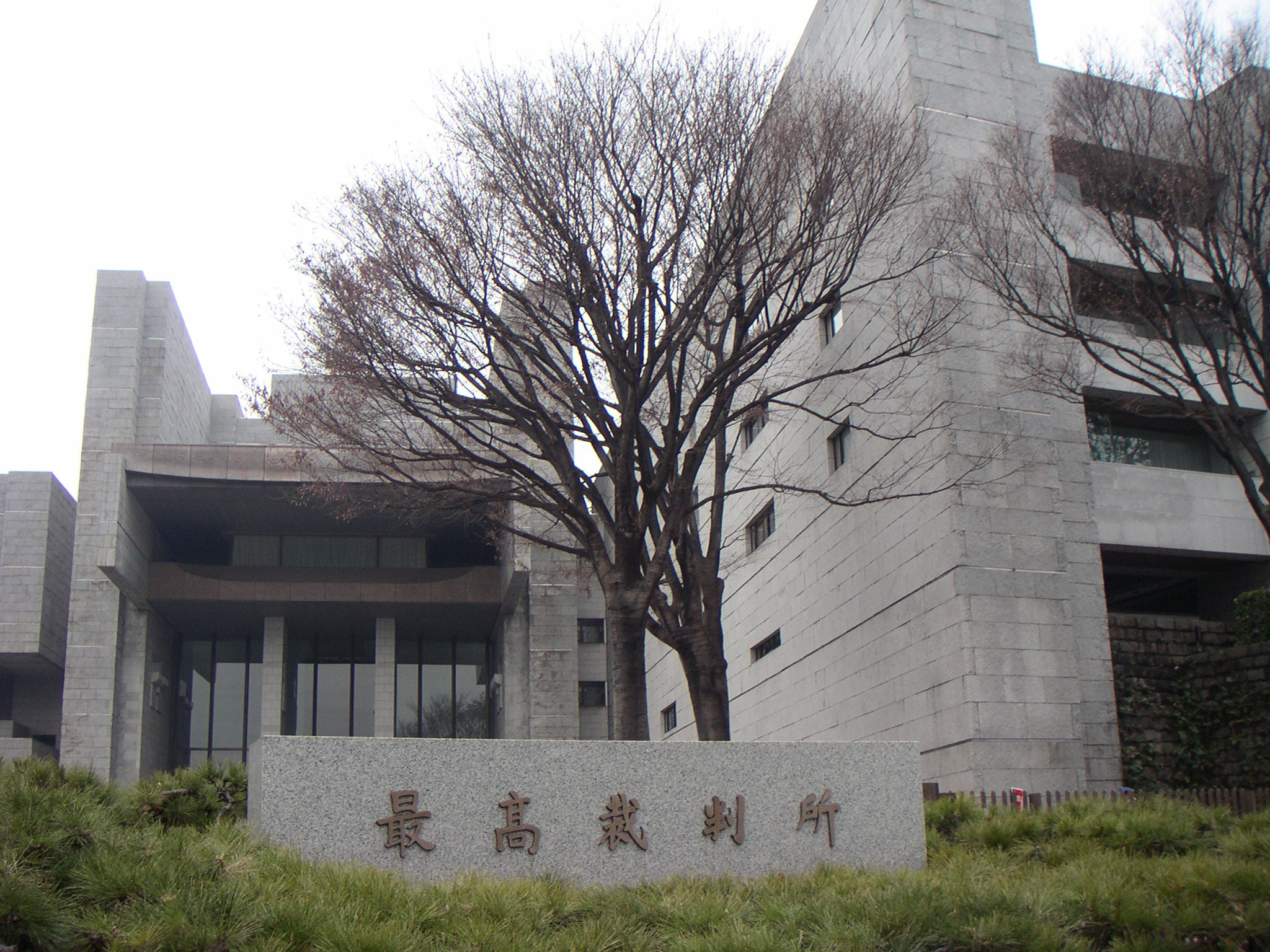
最高裁判所

司法権は最高裁判所および法律により設置される下級裁判所に属する。
終審裁判所である最高裁判所は、長たる裁判官（最高裁判所長官）とその他の最高裁判所裁判官から構成される。最高裁判所長官は内閣が指名し、天皇が任命する。その他の最高裁判所裁判官は、内閣が任命する。最高裁判所長官とその他の最高裁判所裁判官は、任命後、国民審査を受ける。その後10年を経過するごとに、さらに国民審査を受ける。最高裁判所の裁判官は、法律で定めた年齢（70歳）に達すると退官する。
下級裁判所（高等裁判所・地方裁判所・家庭裁判所・簡易裁判所）の裁判官は、最高裁判所の指名した者の名簿により、内閣が任命する。下級裁判所の裁判官は、任期を10年とし、再任されることができる。下級裁判所の裁判官の定年は65歳（簡易裁判所裁判官は70歳）である。

## 地方の政治
都道府県および市町村の議会の議員、都道府県知事および市町村長は、すべて住民に選挙され、任期はいずれも4年間である。

### 地方の政治制度
- 都道府県
  - 都道府県知事
  - 都道府県議会
- 市町村
  - 市町村長
  - 市町村議会

## 外交関係
日本は国際連合の加盟国で、安全保障理事会の常任理事国入りを目指しているG4諸国の一つである他に、東アジアにおいて重要な役割を果たしている。
日本国憲法は、日本が武力を以て、他国との間で戦闘を交えることを禁じている。一方で、日本には、陸海空から成る自衛隊が組織されており、2003年から2009年にかけて、自衛隊がイラクへ派遣された。これは、第二次世界大戦以降では、日本が初めて海外に武装組織を派遣した瞬間だった。
経済大国としては、日本は主要国首脳会議 (G8) およびアジア太平洋経済協力 (APEC) の参加国である他、ASEANとの間では、ASEAN+3として関係を発展させている上に、東アジアサミットにも参加している。国際援助および開発支援の場でも日本は大きな貢献者であり、2004年には、同年の国民総所得の0.19%を援助金に充てた。
日本の領土に関しては、北方領土を巡ってロシアと対立している他に、韓国から日本固有の領土である竹島を、独島と称して自国の領土であると主張されたり、日本海の呼称を東海に変更するよう求める活動を実施されたりしている。また、中国（中華人民共和国と中華民国）との間には尖閣諸島に関する問題、さらに中国との間では沖ノ鳥島の位置付けを巡る議論がある。これらの領土問題は、ある面では、それらの島の周囲の海域に埋蔵されていると推定される、石油や天然ガスといった天然資源および海洋生物資源を自国の支配下に置くための紛争であると見ることもできる。
北朝鮮との間では、同国による日本人の拉致と核兵器開発疑惑に関連する問題が現在進行中である。